# Thomisus boesenbergi
Thomisus boesenbergi là một loài nhện trong họ Thomisidae.
Loài này thuộc chi Thomisus. Thomisus boesenbergi được miêu tả năm 1891 bởi Lenz.